# バニョーロ・デル・サレント
バニョーロ・デル・サレント（イタリア語: Bagnolo del Salento）は、イタリア共和国プッリャ州レッチェ県にある、人口約1,800人の基礎自治体（コムーネ）。

## 地理

### 位置・広がり

#### 隣接コムーネ
隣接するコムーネは以下の通り。
- カンノレ
- カストリニャーノ・デ・グレーチ
- クルシ
- マーリエ
- パルマリッジ